# 세이몬 오거스터스
세이몬 델리시아 오거스터스(영어: Seimone Delicia Augustus, 1984년 4월 30일~)는 미국의 농구 선수, 지도자이다. 포지션은 슈팅 가드로 현역 시절 미국 여자 농구 협회(WNBA)의 미네소타 링크스와 로스앤젤레스 스파크스 소속으로 뛰었다. 미국 여자 대표팀의 일원으로서 2008년, 2012년 2016년 하계 올림픽에서 3연속으로 금메달을 획득했다.